# Îles de la Madeleine (Sénégal)
Pour les articles homonymes, voir Îles de la Madeleine (homonymie).
Les îles de la Madeleine sont un archipel situé au large de Dakar (Sénégal). Il est constitué de deux îles, dont la plus grande est l'île au Sarpan (appelée aussi île aux Serpents), et la plus petite, l'île Lougne.

## Histoire

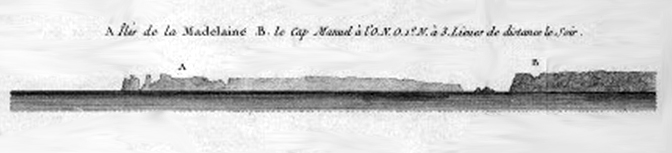
Vue des îles de la Madeleine (A), « à trois lieues de distance le soir » du cap Manuel, selon une gravure de 1779

## Géographie
D’une superficie de 50 ha, l’île offre un environnement aussi riche que varié avec plus de 101 espèces d’arbres parmi lesquels le Tamarin, l’Euphork Balsam, le Bosua… Les arbres se développent tels des lianes pour échapper à l’effet du vent fort venant de la mer et c’est pour cela qu’on y trouve des baobabs nains.
La faune de l’île regorge de rats, de phaétons (pailles-en-queue), de cormorans classés par territoire (voir la carte à l’entrée du parc) ainsi qu’une plage de sable où les tortues viennent pondre pendant l’hivernage. Sur les rochers noirs, symbole de présence volcanique il y a des milliers d’années, s’étalent des algues qui favorisent le développement des fruits de mer. On y rencontre des oursins à même les rochers.
Vue de la côte, l’île Sarpan est un plateau. Elle permet une vision paradisiaque aussi bien sur Dakar que sur la haute mer.
Capricieuse par moments, rebelle par d’autres, la mer se pare tantôt d’un bleu pur et enchanteur, tantôt charmeuse, recouverte d’écumes, elle met sa robe de mariée pour se jeter sur les rochers ; tourmentée, elle devient verte de rage…
Pendant l’hivernage, l’île s’embellit d’un tout autre atout : sa végétation devient verte et luxuriante. Il n’existe sur l’île aucune source d’eau connue à ce jour…
La traversée vers l’île est sécurisée par les garde-côtes et les gilets de sauvetage sont obligatoires pour tous. Le visiteur ne peut rester plus de 4 heures pour préserver la tranquillité.
Sa jumelle, l’île Lougne, moins hospitalière pour l’homme, est un refuge idoine pour les phaétons et les cormorans. Sa structure dentelée par endroit, lamelliforme par d’autre est recouverte de défécations d’oiseaux qui lui donnent sa couleur blanche.
Contrairement à l’île Sarpan, la visite de l’île Lougne nécessite un équipement approprié.

## Galerie

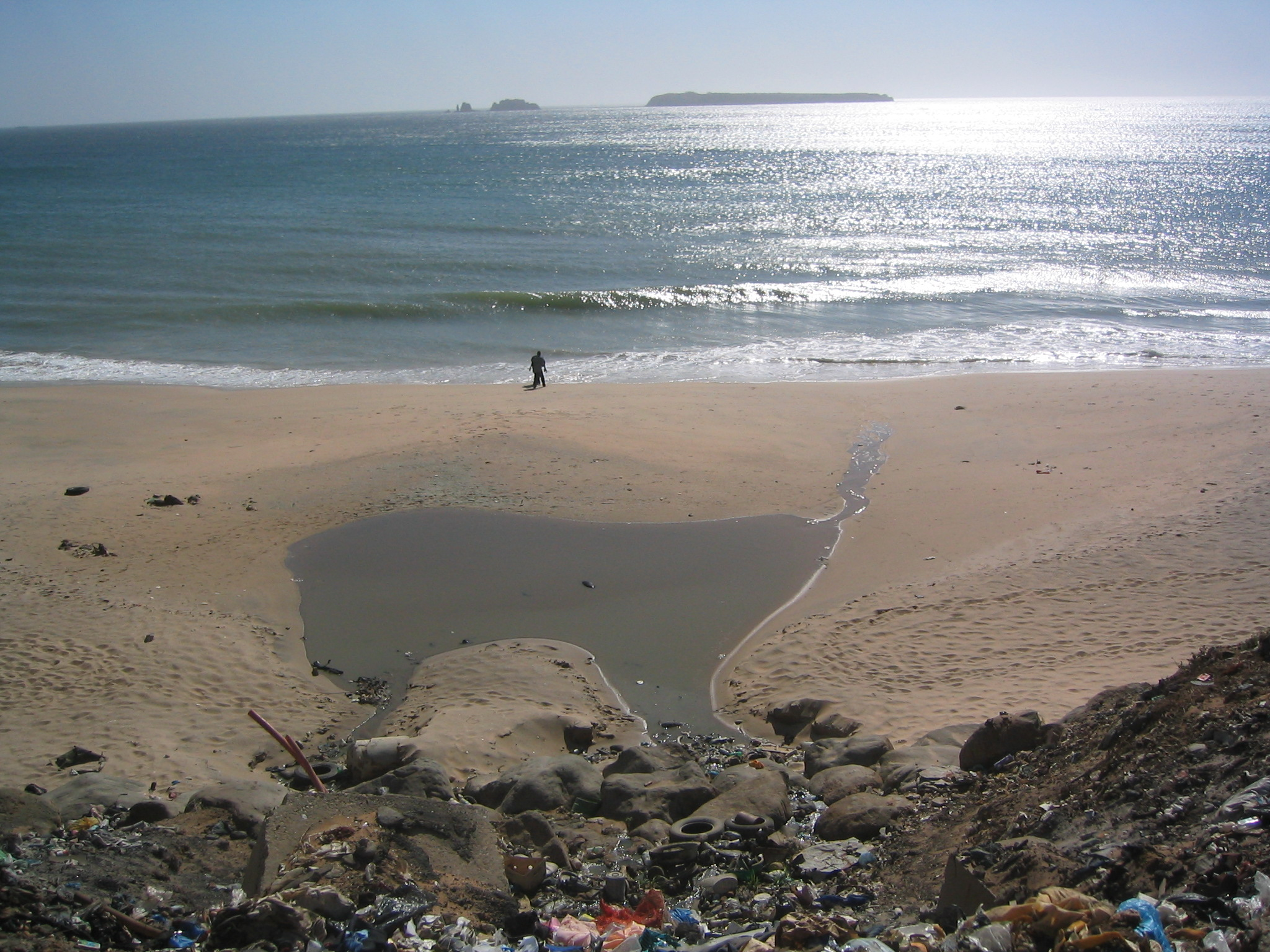
Les îles vues depuis la Corniche-Ouest
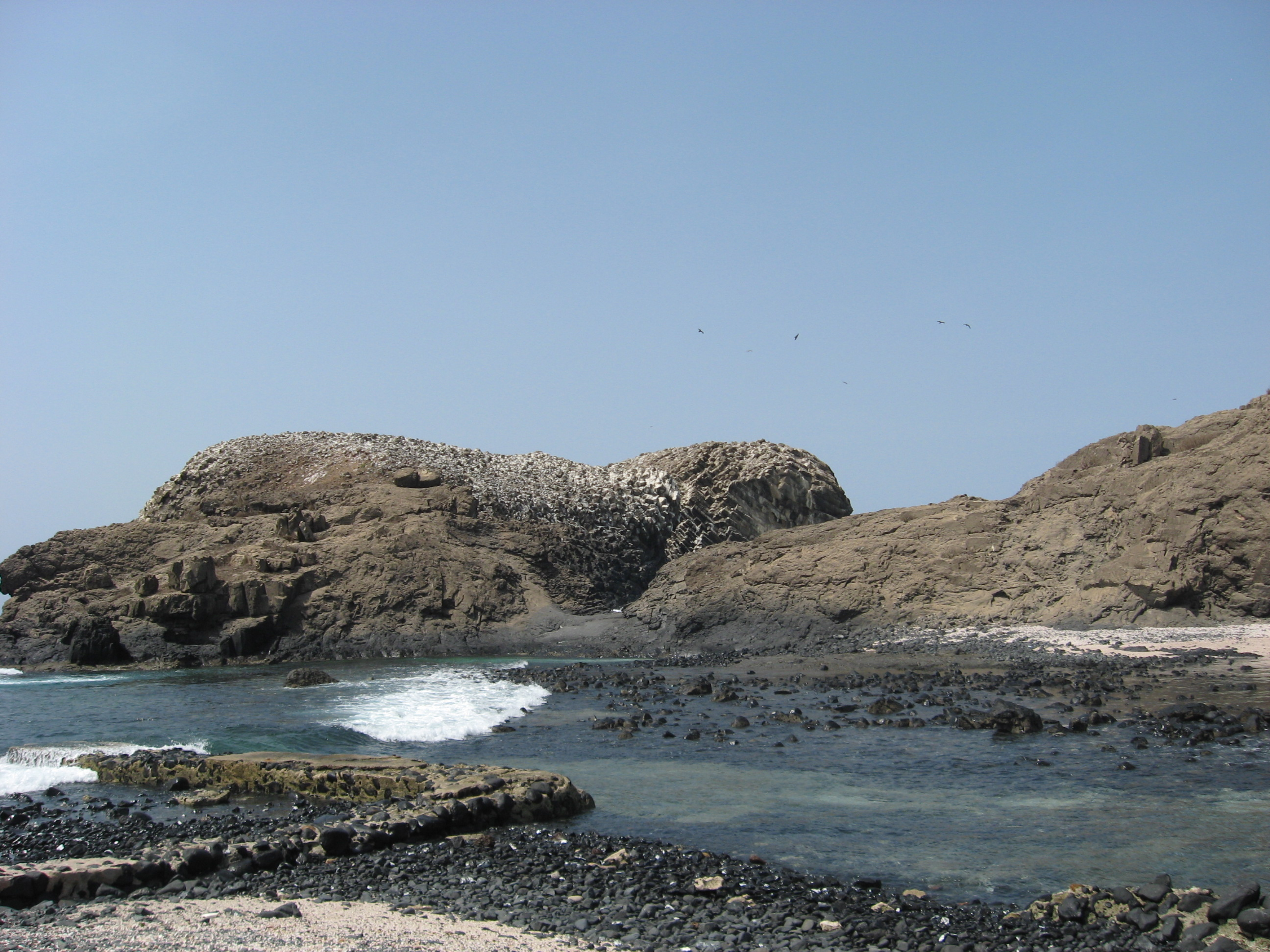
Roches volcaniques